# Rock & Roll Is Dead
Rock & Roll Is Dead es el sexto álbum de la banda sueca de rock The Hellacopters. Fue lanzado en el año 2005 con las compañías discográficas Universal, Liquor and Poker y Wild Kingdom.
El álbum permaneció doce semanas en el puesto número 3 de la lista de álbumes más vendidos de Suecia, así como también se colocó en los puestos 20 y 25 en las listas de Finlandia y Noruega respectivamente. El sencillo "Everything's On TV" permaneció siete semanas en la lista de sencillos de Suecia, llegando al puesto 33, mientras que el segundo sencillo, "I'm in the Band" llegó al puesto 32 en la misma lista.
La canción "I'm in the Band" fue incluida como canción extra en el videojuego Guitar Hero III desarrollado por Activision y publicado a finales del año 2007.

## Lista de canciones
| N.º     | Título                            | Escritor(es)                               | Duración |  |
| 1.      | «Before the Fall»                 | Andersson, Håkansson                       | 2:12     |  |
| 2.      | «Everything's on TV»              | Andersson                                  | 3:15     |  |
| 3.      | «Monkeyboy»                       | Andersson                                  | 2:39     |  |
| 4.      | «No Angel to Lay Me Away»         | Andersson, Håkansson, Dahlqvist, Lindström | 3:55     |  |
| 5.      | «Bring It on Home»                | Andersson                                  | 2:12     |  |
| 6.      | «Leave It Alone»                  | Andersson                                  | 4:00     |  |
| 7.      | «Murder on My Mind»               | Andersson, Håkansson                       | 3:11     |  |
| 8.      | «I'm in the Band»                 | Andersson, Dahlqvist                       | 3:19     |  |
| 9.      | «Put Out the Fire»                | Andersson, Håkansson                       | 3:08     |  |
| 10.     | «I Might Come See You Tonight»    | Andersson                                  | 3:24     |  |
| 11.     | «Nothing Terribly New»            | Andersson                                  | 3:00     |  |
| 12.     | «Make It Tonight»                 | Andersson                                  | 2:44     |  |
| 13.     | «Time Got No Time to Wait for Me» | Andersson                                  | 3:29     |  |
| 40 mins |                                   |                                            |          |  |

## Créditos
- Nicke Andersson - Voz / Guitarra
- Robert Dahlqvist - Guitarra
- Kenny Håkansson - Bajo
- Robert Eriksson - Batería / Voz
- Anders Lindström - Piano

Con:
- Linn Segolson - Coros
- Clarisse Muvemba - Coros
- Chips Kiesby - Coros
- Mattias Bärjed - Guitarra acústica

## Producción
- Ingenieros: Michael Ilbert, Janne Hansson y Chips Kiesby.
- Mezclado por Michael Ilbert en Megaphon Studios, Estocolmo.
- Masterizado por Henrik Jonsson en Masters Audio, Estocolmo.
- Fotografía: Stefan Zschernitz